# Two Hearts (Jackie Evancho)
Two Hearts è un doppio album in studio della cantante statunitense Jackie Evancho, pubblicato nel 2017.

## Tracce

### Disco 1
1. Caruso – 4:27 (Lucio Dalla)
2. Attesa – 4:30 (Pietro Mascagni, Chiara Ferraú)
3. How Great Thou Art – 5:18 (Carl Boberg, Stuart K. Hine)
4. Mama – 3:24 (Savan Kotecha, Andreas Romdhane, Josef Larossi)
5. May It Be – 3:50 (Enya, Roma Ryan, Nicky Ryan, Howard Shore)
6. The Way We Were – 3:27 (Marvin Hamlisch, Alan Bergman, Marilyn Bergman)
7. Have You Ever Been in Love – 4:06 (Jimmie Linville (music and lyrics))
8. Safe & Sound – 3:31 (Taylor Swift, Joy Williams, John Paul White, T-Bone Burnett)
9. Writing's on the Wall – 3:50 (Sam Smith, Jimmy Napes)
10. A Thousand Years (live; featuring Fernando Varela) – 5:04 (Christina Perri, David Hodges)

### Disco 2
1. Sane (Dina Fanai, Heather Holley, Jackie Evancho)
2. Pedestal (Dina Fanai, Heather Holley, Robert Kinkel, Jackie Evancho)
3. The Haunting (Dina Fanai, Heather Holley, Jackie Evancho)
4. Wonderland (Dina Fanai, Heather Holley, Jackie Evancho)
5. Apocalypse – 3:59 (Peter Zizzo)